# Mètode Montessori
El mètode Montessori és un model educatiu, ideat per l'educadora i metgessa italiana Maria Montessori, desenvolupat a la fi del segle XIX i principis del XX, en gran expansió en l'actualitat. El propòsit bàsic d'aquest mètode és alliberar el potencial de cada persona al llarg de la seva etapa de formació, perquè s'autodesenvolupi en un ambient estructurat. El mètode va néixer de la idea d'ajudar els nens i joves a obtenir un desenvolupament integral en cadascuna de les seves etapes (de 0 a 18 anys), per a aconseguir el màxim grau en les seves capacitats intel·lectuals, físiques i espirituals.

El mètode Montessori està destinat a encoratjar l'espontaneïtat de l'alumne en el conjunt de les etapes educatives, donant-li llibertat per desenvolupar-se dins d'un ambient especialment preparat, la qual cosa n'afavoreix l'autodesenvolupament. Per aquesta raó és considerat un mètode d'educació oberta. Maria Montessori va iniciar el seu mètode sense tenir gaire consciència de la meta a la qual arribaria. El seu pensament es basa en la idea que els infants i, per tant, els joves han de ser ells mateixos, el que la va a dur a dir que «Els millors mestres dels infants són els mateixos infants».

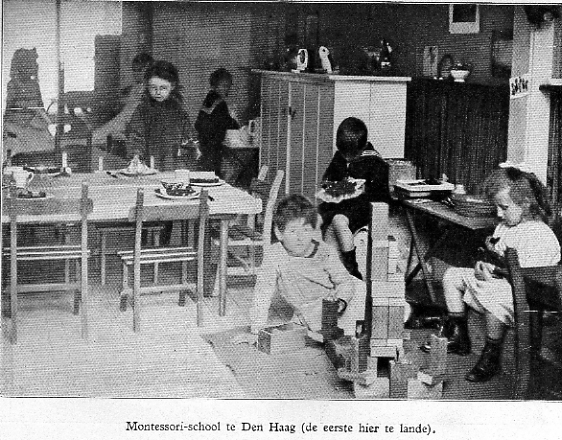
Primera escola Montessori a la Haia (Països Baixos)

La pedagogia de Montessori considera que els primers anys de vida de l'infant constitueixen una fase decisiva pel seu desenvolupament. Maria Montessori es va concentrar en posar en pràctica els descobriments relacionats en el desenvolupament i en l'educació dels infants i joves. D'aquí va sorgir el mètode Montessori que té com a objectius principals:
- Facilitar el desenvolupament de la personalitat individual.
- Ajudar a l'alumne (en el conjunt de les etapes) a apropar-se al món social i emocional.
- Ajudar els infants i joves a desenvolupar la seva capacitat intel·lectual plena.[4]

Així doncs, la idea principal d'aquest mètode és exaltar l'autonomia de la persona, en oferir als infants i als joves l'oportunitat de descobrir-se mitjançant les seves pròpies experiències a través de l'educació sensorial.
Un altre aspecte molt tractat en el mètode Montessori és l'origen i l'elaboració dels materials. Aquests estan constituïts per un sistema d'objectes agrupats depenent d'una determinada qualitat física dels cossos, com són: els colors, les formes, les dimensions, els sons, les rugositats, pes, temperatura, etc. Per exemple; un grup de campanes que reprodueixen els tons musicals; un conjunt de tauletes que tenen diferents colors en gradació; un grup de sòlids que tenen la mateixa forma i les dimensions graduades: i altres que, en canvi, difereixen entre ells per la seva forma geomètrica; cossos del mateix volum i de pes diferent, etcètera (Montessori, 1987).
El pensament que va fer servir Maria Montessori en el seu mètode ha fet possible alguns esdeveniments sobre qüestions pedagògiques actuals, les quals han reflectit en la pedagogia contemporània. Per exemple: la relació entre l'entorn i l'educació, l'organització del procés d'ensenyament-aprenentatge, l'ús de procediments, tècniques i materials relacionats amb la veritable intervenció pedagògica. I sobretot, donant èmfasis a la importància de tenir en compte, el desenvolupament individual de cada alumne.(Bosna, 2015, p. 42)

## Origen del mètode Montessori
La metodologia Montessori va començar a Itàlia i és tant un mètode com una filosofia de l'educació. Va ser desenvolupada per la doctora Maria Montessori a partir de les seves experiències amb infants en risc social a principi del segle xx. Maria Montessori considerava els infants i els joves com l'esperança de la humanitat. Estava convençuda que si de ben petits se'ls donava l'oportunitat d'utilitzar la llibertat, més tard podrien afrontar millor els grans problemes de la societat.
Els canvis didàctics que va introduir són difícils d'entendre a la nostra societat actual, però a l'època del pas cap al segle xx, representaven una lluita contra els estaments més conservadors i radicals. La Casa dei Bambini va ser una autèntica revolució, perquè es basava en l'experiència educativa i no en cap teoria. Segons Montessori, era l'escola qui havia de canviar, no els alumnes. El material didàctic que va desenvolupar afavoreix l'autoaprenentatge en l'etapa preescolar.

## Biografia de Maria Montessori
Maria Tecla Artemisia Montessori (31 d'agost de 1870 - 6 de maig de 1952) va ser educadora, científica, metgessa, psiquiatra, filòsofa, psicòloga, catòlica devota, feminista i humanista. Va néixer a Chiaravalle, província d'Ancona, Itàlia.
En una societat en què una dona, com a molt, podia aspirar a fer de mestra, la seva mare va donar un suport constant a les seves idees innovadores i a la tria d'una vida insòlita per a l'època, en contrast amb un cert conservadorisme del seu pare, un estricte militar.
Després dels estudis elementals i de diplomar-se a la Regia Scuola Tecnica de Roma el 1884, va ser admesa a la facultat de Medicina de la Universitat La Sapienza de Roma. S'hi va graduar l'any 1896 i va ser la primera dona a llicenciar-se en Medicina després de la unitat d'Itàlia.

El seu mètode és reconegut mundialment i va ser candidata tres vegades al premi Nobel de la Pau.

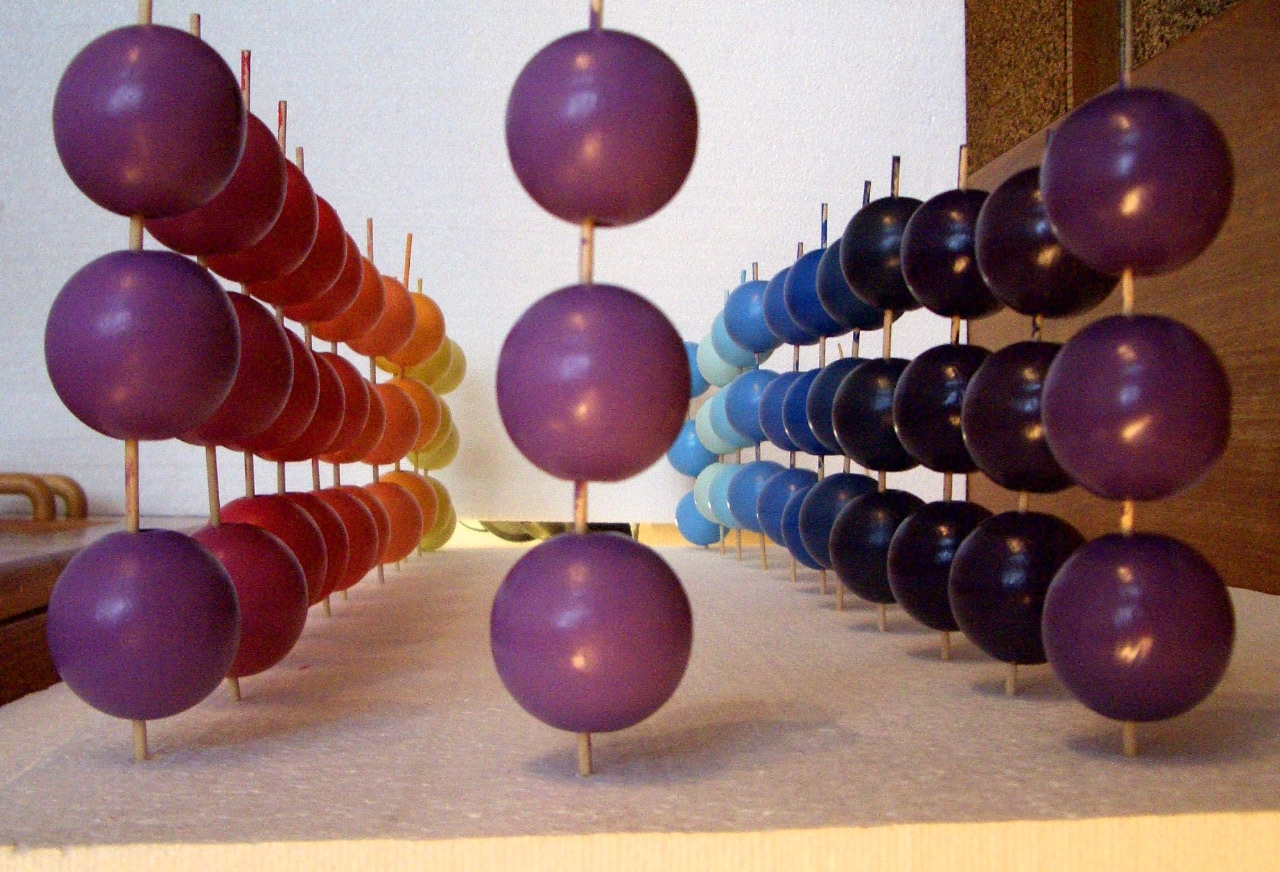
Material Montessori

Sens dubte, el més important del seu llegat radica en la seva recerca científica i el seu desig de conèixer i millorar els secrets de la infantesa.

## Història
Inicialment es va concebre per a infants amb discapacitats mentals, però a partir del 1907 es va començar a aplicar en tots els nens a la Casa dei Bambini de Roma (Isaacs, 2010). Aquest mètode parteix dels principis de llibertat, autonomia i independència (amb interdependència). El sistema consisteix a organitzar l'aula de tal manera que els nens se sentin lliures per a anar i venir, escollir les seves ocupacions, treballar, parlar entre ells o no fer res.
El Mètode Montessori pretén preparar el nen per a la seva adaptació al món adult. L'infant té en si mateix un impuls natural irresistible: la tendència a créixer. I no pot renunciar-hi per adaptar-se a les exigències socials. El medi destinat al nen no hauria de poder influenciar sobre ell, sinó correspondre als seus desigs; no hauria de ser formador, sinó essencialment revelador. «Per a que l'infant creixi i s'expansioni ha de minvar l'autoritat de l'adult.» (Lubienska de Lenval, 1968)
Aquest mètode és una filosofia de l'educació, un espai que disposa de determinats materials i tècniques d'aprenentatge en totes les àrees curriculars (matemàtiques, llengua, biologia, zoologia, geografia, música, arts plàstiques…) i un mestre que guia l'infant en el seu camí d'aprenentatge.

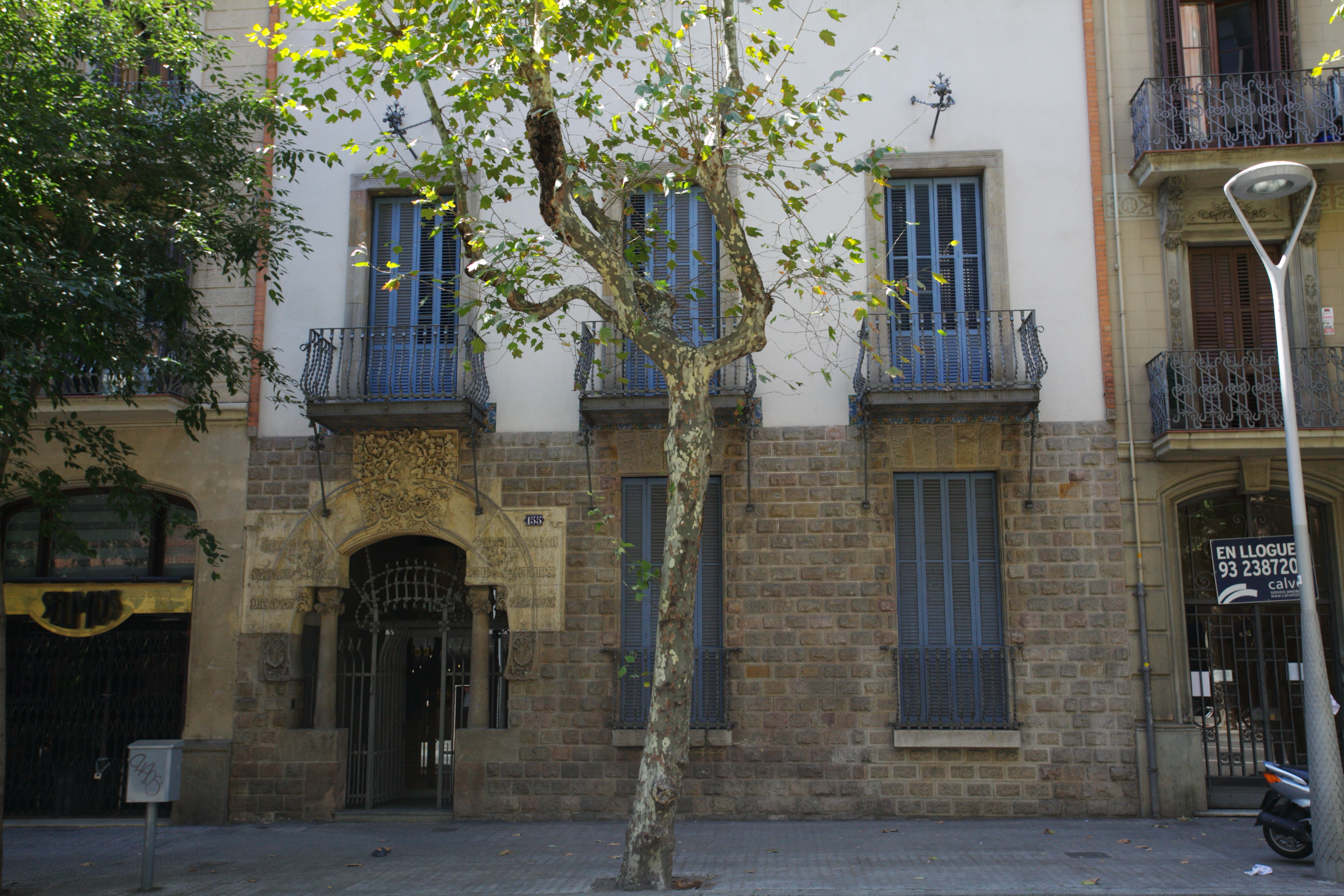
Primera escola Montessori a Barcelona, la "Casa dels Nens", inaugurada el 13 de juliol de 1916.

El mètode posa l'èmfasi en el desenvolupament global de l'infant i el situa en el centre de tota acció educativa; persegueix una formació de la persona en l'aspecte intel·lectual i en l'aspecte de la personalitat i té com a darrera finalitat ajudar-lo a créixer.
El mètode Montessori es fa servir a milers d'escoles a tot el món i també es va anar introduint a Catalunya. Un dels impulsors del mètode va ser el pedagog Alexandre Galí i Coll.

## Filosofia Montessori
Un dels objectius més importants de Maria Montessori era que tothom tingués l'oportunitat d'estudiar, encara que no fossin de la mateixa cultura, i no tinguessin el mateix pensament. Això li va resultar complicat perquè es trobaven en una època en la qual hi havia moltes desigualtats. També tenia una filosofia teosòfica, creença en una divinitat, per aquesta raó volia que tots estiguessin agrupats com una gran família, per tenir una societat més justa.
L'infant ha de ser lliure per a prendre les seves pròpies decisions, sense que una persona adulta li hagi de dir què ha de fer. Encara que sembli estrany, l'educand és capaç de detectar què vol aprendre perquè ha tingut el temps suficient per a desenvolupar la seva intel·ligència cap al seu medi i buscar les seves pròpies respostes.
Montessori troba que la funció principal dels mestres no és solament parlar i donar una gran quantitat d'informació sinó que el que haurien de fer és preparar i disposar de motivacions en un ambient preparat per als infants. Aquesta metodologia, segons Montessori, servia per a tots els infants independentment de l'edat que tinguessin. Defensava el pedocentrisme, ja que creia que el centre de l'educació ha de ser l'infant i que ell mateix ha de ser qui ha de desenvolupar la seva pròpia personalitat.
Un dels punts més destacables és que el desenvolupament de les persones no s'assoleix un cop entren a la universitat, sinó que es comença a desenvolupar des del moment que naixem i els anys clau són els tres primers. És per aquest motiu pel qual Montessori dona una gran importància a aquest període (Morales Ruiz, 2016).
La concepció de les voluntats dels infants de Montessori implica no només triar elements basats en preferències, sinó treballar amb cura, respectar els altres, persistir en el treball, esperar pacientment, restringir els impulsos pel bé de béns més grans i fins i tot un sentit de la dignitat pròpia (Frierson, 2016, p. 341).

## Principis bàsics del mètode Montessori

### El paradís de l'explorador
Quan l'infant s'exposa a l'ambient preparat per l'escola Montessori, es troba en un espai d'on parteixen camins en totes direccions per explorar. Aquí és on el mestre fa de guia i mostra una bona disposició per explicar els diferents camins. També el prepara amb la instrucció i els materials necessaris perquè l'alumne/a pugui emprendre el camí per si mateix.
És primordial mostrar tots els camins  a l'infant i presentar-li la informació necessària perquè pugui recordar-los. És important que el mestre aporti a l'infant la suficient informació per estimular el seu interès i perquè pugui utilitzar la matèria; al mateix temps, és important que només li doni el mínim necessari, de manera que quedi el camp més gran possible per a la investigació individual.

### Períodes sensibles
Dins del mètode es reconeix que «l'alumne al llarg de les etapes es troba en un estat de transformació contínua i intensa... mentre que l'adult ha arribat a la norma de l'espècie».
L'expressió de «període sensitiu» s'ha pres de l'àmbit de la biologia i és reconegut pel biòleg neerlandès Hugo de Vries per descriure els resultats de les seves investigacions en el desenvolupament d'alguns organismes.
L'alumne passa per unes etapes on es diferenciarà unes aptituds i possibilitats en l'ordre psicològic, que més tard desapareixen. Quan l'alumne passa per aquest període sensitiu s'afeccionarà a certs exercicis, activitats o ocupacions amb un interès i una concentració que mai podrà de nou tornar a desplegar cap a aquest tipus particular de treball.
Des d'un punt de vista educatiu aquests períodes sensitius tenen una gran importància i és objectiu de l'adult reconèixer-los, utilitzar-los i servir-los perquè després l'infant pugui fer servir per donar-li satisfaccions.

### Ambient preparat
Montessori afirmava que per als infants, un ambient hostil constitueix una barrera per al cultiu de les seves habilitats i el desenvolupament de les seves capacitats. El món a la mida dels adults és un obstacle, per això cal adaptar-lo per als menors.

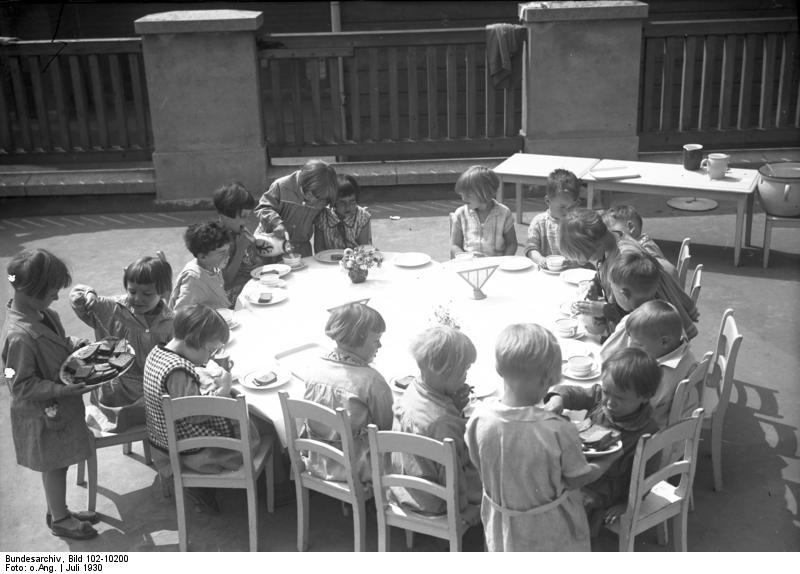
Alumnes d'una escola Montessori de Berlín.

Així, els mobles van ser transformats en forma, mida i pes, d'acord amb les mesures dels que en farien ús. Els espais van ser redissenyats per a un aprofitament més racional, funcional i lliure: finestrals fins a terra, prestatges a l'alçada convenient, eines en miniatura i petits sanitaris van passar a ser part de l'àmbit quotidià. D'aquesta manera els infants aconseguirien concentrar-se en la seva feina, respectar-se entre ells i tenir cura per si sols dels materials didàctics.
D'aquesta manera l'entorn d'una escola que segueixi la filosofia Montessori ha de ser feta per als infants i joves adolescents. En ella trobarem tots aquells materials i espais que siguin útils i necessaris per a tots ells: mobles adequats a la seva mida, espais d'emmagatzematge al seu abast i zones que permeten el desenvolupament integral de tots els alumnes segons les etapes de formació.

### El rol de l'adult
En el mètode Montessori, l'adult passa a segon pla, i adopta la postura d'observador i guia. En aquest sentit, és l'alumne qui s'anirà movent per l'espai i el mestre serà l'encarregat de proporcionar-li el material i les activitats que l'infant o jove necessiti pel seu desenvolupament. La funció de l'adult no és altra que satisfer les necessitats constants de l'infant i jove adolescent, sense dirigir-les, marcar-les ni limitar-les.
Per una banda, l'alumne ha de fer la feina per si mateix i els adults no poden fer-ho per ell; per l'altre, l'educació real ha de ser en aquest sentit d'autoeducació. Això no vol dir que l'adult mai hagi d'ajudar a l'alumne, sinó que significa que l'adult només ha d'evitar amb vigilància constant, qualsevol interferència innecessària en el treball del jove o infant L'adult podrà intervenir per corregir certs errors i poder eliminar a l'infant dificultats insuperables.
Aquest rol fa que els alumnis actuïn, cada vegada, amb més espontaneïtat i independència. I en canvi l'adult tindrà un rol més passiu, més observador però sempre preparat per poder intervenir en el cas que sigui necessari (Standing, 1915).

## Aplicacions i tècniques Montessori en l'educació diferencial
Una de les contribucions més importants de Montessori en l'educació infantil va ser el desenvolupament mitjançant l'observació i l'experimentació. Algunes de les activitats proposades per Montessori van ser:
Caminar seguint una línia
És un exercici que ajuda els nens a tenir una millor coordinació muscular. Consisteix a dibuixar sobre el terra una línia en forma d'oval amb un guix o cinta adhesiva. Aquesta línia ha de tenir aproximadament dos centímetres i mig d'amplada i pot abastar un espai tan gran com sigui possible
Joc del silenci
Es fa sonar una petita campana per cridar l'atenció dels infants, encara que es pot fer servir qualsevol altre objecte. A poc a poc, a mesura que la cambra queda en silenci, els nens s'asseuen a les seves taules, mouen les seves cadires sense fer soroll, es relaxen en una posició còmoda, sense moure's. Lentament, el nen es relaxa i es queda quiet, i és conscient de la varietat de sons que l'envolten, per exemple: el tic tac d'un rellotge, el frec de la cortina, el refilet d'un ocell, etc. Aquesta activitat compleix diversos requisits, ja que el nen aprèn a controlar els músculs i els moviments del propi cos.
La lliçó de tres etapes
L'aprenentatge de material nou es divideix en tres passos. La primera etapa, per exemple, quan s'ensenyen les dues primeres lletres de l'abecedari «A i B». Es posen només aquestes dues lletres davant del nen, mentre s'enuncien clarament i lentament: AAA, BBB. En la segona etapa, amb les dues lletres «A i B» sobre la taula, se'n demana una a l'alumne, es tornen a reordenar i se'n torna a demanar una per saber si li ha quedat clar. Quan ja pot complir la primera i la segona etapa sense equivocar-se, estarà preparat per a la tercera, en la qual solament n'ha de recordar el nom i pronunciar-ho de manera correcta.

## Els materials Montessori
El mètode Montessori comprèn tres parts: l'educació dels sentits a través de materials i una metodologia sistemàtica; l'educació motriu o muscular, i l'educació intel·lectual, que dona importància al desenvolupament del llenguatge.

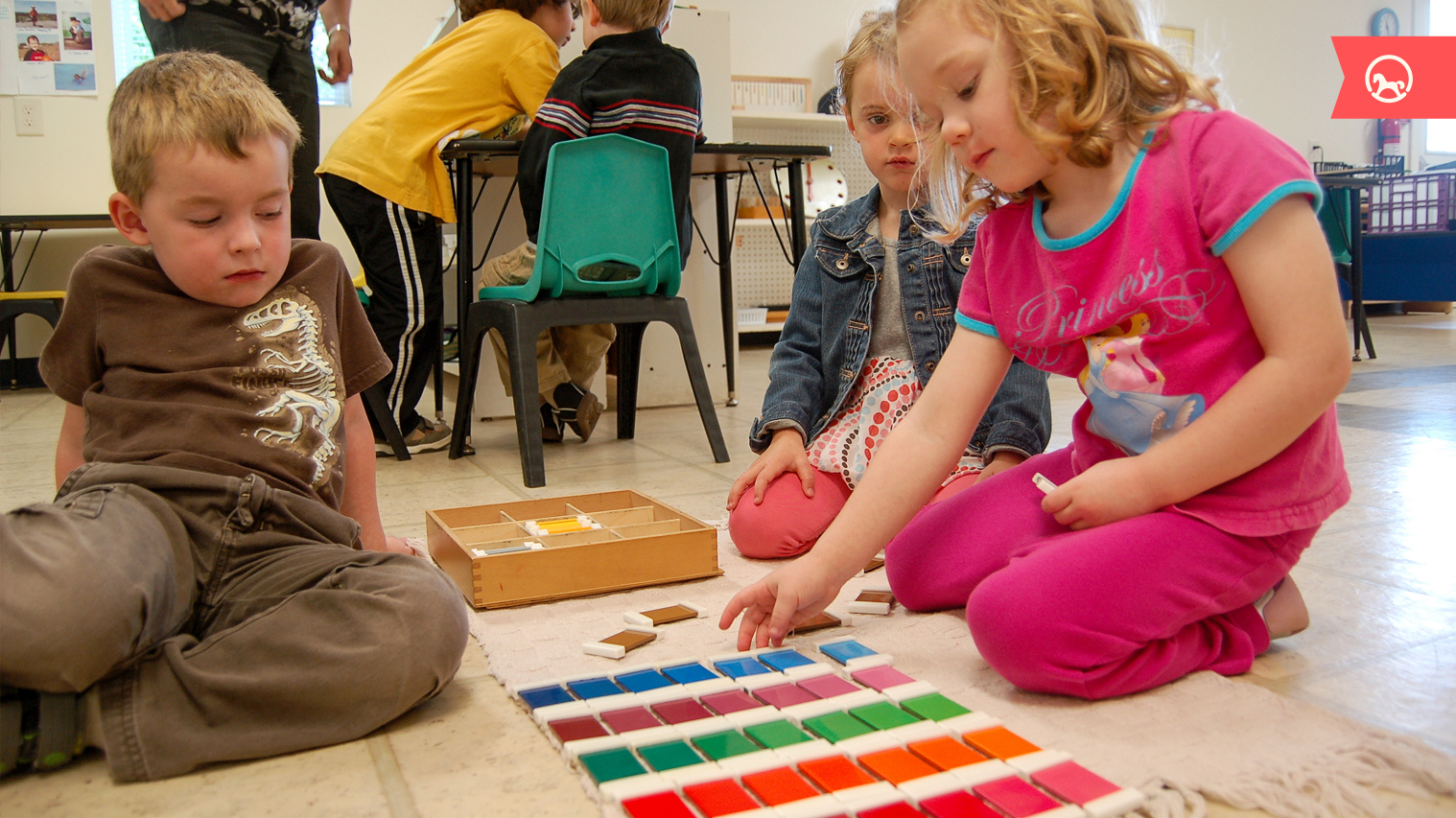
Nens fent servir materials esmentats al mètode.

El material didàctic que Montessori va desenvolupar quan experimentava de manera conjunta amb els alumnes es pot considerar un conjunt «d'abstraccions materialitzades». Això significa que els materials proporcionen informació, de manera ordenada, models de forma, mida, pes, color, textura, etc. que l'infant pot fer servir com a punt de partida per a les seves observacions i percepcions.
El material Montessori va ser creat científicament en una experimentació a l'aula, partint dels interessos dels infants i de la seva etapa evolutiva. Aquests materials els podem descriure com eines per desenvolupar el coneixement i el pensament abstracte dels infants. Cada material està elaborat per a complir uns objectius establerts, per tal que l'infant desenvolupi el seu propi aprenentatge mitjançant els recursos físics, psicològics i socials, i a més, potencií la seva concentració.
La forma de presentar els materials Montessori als infants és molt important, i és un dels avantatges i beneficis que té aquest mètode. Una bona presentació garanteix l'atracció de l'infant cap als materials, ja que si això no passa, hi ha perill de què no aprengui a utilitzar-los de forma correcta, i a més, no aprenguin els objectius establerts. Els materials no es deixen a disposició de l'infant perquè en faci el que ell vulgui, sinó que se'ls presenten segons el període sensoriomotriu en el qual es trobi.

### Tipus de materials

#### Materials de vida pràctica
Aquests materials o activitats tenen com a objectiu desenvolupar les capacitats físiques i mentals en els nens i ajuden a augmentar la independència i autonomia en l'infant. Alguns exemples d'aquests materials o activitats serien: vestir-se, endreçar, regar l'hort, escombrar, etc.

#### Sensorials
Se solen presentar un cop l'infant hagi adquirit algunes activitats de la vida pràctica. Els materials sensorials tenen com a objectiu augmentar i desenvolupar el potencial dels cinc sentits del nen. Aquests materials se solen dividir dependent del sentit que potencií. Trobem molts tipus de materials sensorials creats per Montessori, però alguns exemples serien: la caixa de colors (trobem tres caixes de tres colors diferents i l'infant ha d'introduir els objectes en les caixes depenent del color que sigui), uns altres també serien els trencaclosques de formes geomètriques, la taula de llum, etc.

#### Materials del llenguatge
Aquests materials tenen com a objectiu potenciar la lectoescriptura. Montessori va crear alguns materials com: els contes, joc simbòlic fent servir titelles… per desenvolupar l'àrea del llenguatge.

#### Materials d'Educació Còsmica
Dins d'aquesta categoria podem trobar materials i activitats destinats al coneixement d'història, geografia, botànica, música... Alguns exemples serien el globus del món, per a la botànica es podria crear i elaborar un hort, i pel coneixement de la ciència podríem dur a terme experiments científics, etc.
Materials per a les Matemàtiques

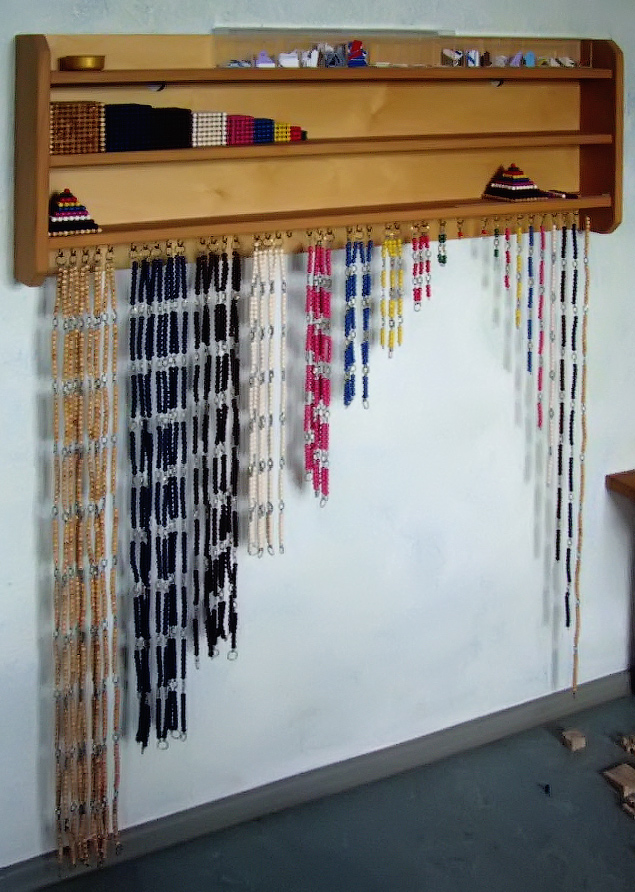
Material per aprendre a calcular

Montessori va crear aquesta classe de material amb l'objectiu de què els nens poguessin aprendre de forma més senzilla i dinàmica els conceptes de les matemàtiques, ja que la majoria són conceptes abstractes i amb gran dificultat per al nen.
Alguns exemples per aquest grup de treball són: jocs de taula, tallers de números, bales... Amb aquests tipus de material poden arribar, fins i tot, a aprendre les fraccions i els decimals. (Orem, 1980)

## Exemples de jocs
- Els cilindres: deu cilindres de diferents mesures que s'han d'introduir en una base de fusta amb forats que corresponen a les mides dels cilindres. Consisteix a desordenar-los per a després tornar-los a col·locar en els seus espais corresponents.
- La torre rosa: formada per deu cubs amb mesures compreses entre 10 i 1 centímetre cúbic. El nen haurà de col·locar-los de més gran a més petit.
- Els prismes: són tots de la mateixa longitud (20 cm), però de diferent gruix. El nen els ha d'ordenar formant una escala desigual.
- Les barres: serveixen per a observar longituds. Totes tenen la mateixa secció però en varia la longitud.
- Làmines de superfície llisa i rugosa: serveixen per a desenvolupar el sentit del tacte.

## Alumnes destacats
- Alan Rickman[15]
- Rosa Sensat i Vilà (1873-1961)
- Rosa Estaràs i Valeri (1883-1972)
- Paula Cañellas i Alba (1874-1940)

## Escoles de Catalunya amb Mètode Montessori
El Mètode Montessori ha tingut un gran impacte en l'educació d'avui en dia. Una gran quantitat d'escoles segueixen el model de Montessori.
A continuació, un llistat d'escoles i llars d'infants de Catalunya que segueixen aquest mètode:
- Escola Montessori Palau, Girona.
- Escola Montessori Palau, Figueres.
- Escola Montessori Palau, Torroella de Montgrí.
- Escola Montessori, Collblanc-Torrassa, de l'Hospitalet de Llobregat.
- Escola Infantil Montessori, Cambrils, Tarragona.
- Escola Montessori Olot, Girona.
- Col·legi San Pedro, Gavà, Barcelona.
- MA Espai Educatiu, Barcelona.
- MamaSsori, Santa Coloma de Farners, Girona.
- Moderato Montessori, Barcelona.
- Montessori Village Maresme, Alella, Barcelona.
- Nido Montessori, Barcelona.
- Montessori Esplugues, Esplugues de Llobregat, Barcelona.
- Montessori Subirats, Subirats, Barcelona.
- món mon Centre Montessori, Sant Just Desvern, Barcelona.